# جان بوير
جان بوير (بالفرنسية: Jean Boyer) هو سياسي فرنسي، ولد في 4 يناير 1937 في فرنسا. حزبياً، نشط في الاتحاد من أجل الديمقراطية الفرنسية.

## مناصب
- انتخب عضو المجلس الاقتصادي والاجتماعي والبيئي الفرنسي ‏.
- انتخب عضو مجلس الشيوخ الفرنسي.
- انتخب عضو مجلس جهوي.
- انتخب رئيس بلدية Blanzac, Haute-Loire [الإنجليزية]‏ (21 مارس 1971 – 18 يونيو 1995).